# .uz
.uz는 우즈베키스탄의 국가 코드 최상위 도메인이다.
.uz는 A 레코드를 보유하고 있으며 적어도 1997년 이후로 HTTP 서버를 보유하였다.